# Liste der Baudenkmale in Gützkow
In der Liste der Baudenkmale in Gützkow sind alle denkmalgeschützten Bauten der Stadt Gützkow (Mecklenburg-Vorpommern) und ihrer Ortsteile aufgelistet. Grundlage ist die Veröffentlichung der Denkmalliste des Landkreises Ostvorpommern mit dem Stand vom 30. Dezember 1996.

## Baudenkmale nach Ortsteilen

### Gützkow
| ID | Lage                           | Bezeichnung                             | Beschreibung | Bild                                    |
| -- | ------------------------------ | --------------------------------------- | --- | --------------------------------------- |
|    | August-Bebel-Straße 58 (Karte) | Wohn- und Geschäftshaus                 | ehemals Kaufhaus Wulf, Erdgeschoss als Geschäftsräume eingerichtet, Obergeschoss für Wohnungen | Wohn- und Geschäftshaus                 |
|    | Hasenberg (Karte)              | Gasthaus                                | Schützenhaus der Gützkower Schützencompagnie von 1879, 1911 aufgestockt mit Wohngeschoss, ab 1945 Jugendherberge, dann Haus der Pionierorganisation, 1990 Rückgabe an die Stadt – geführt als Schullandheim, dann Pension und Bürgerhaus Gützkow                                                      | Gasthaus                                |
|    | Hasenberg                      | Gedenkstein für Ernst-Thälmann          | Errichtet 1959 von Schülern der POS mit Hilfe einheimischer Handwerker | Gedenkstein für Ernst-Thälmann          |
|    | Hasenberg                      | Kriegerdenkmal 1914/1918                | Steindenkmal von 1921, Anlage in Form eines Eisernes Kreuz mit 106 kleinen Namenssteinen und 2,5 m hohem Zentralstein, in den 1970er Jahren Namenssteine und Kreuzanlage beseitigt, 2003 Restaurierung als Kreuzanlage, Zentralstein mit Gefallenen und Vermissten des Zweiten Weltkrieges erweitert  | Kriegerdenkmal 1914/1918                |
|    | Stadtzentrum (Karte)           | Kirche St. Nicolai                      | Feld- und Backsteinbau vom 13. Jhd., 1729 ausgebrannt – bis 1731 Wiederaufbau, 1841 neuer Turm, 1881–1883 umfassende Bauänderung mit Turmverstärkung und -erhöhung, 1988 bis 2010 stufenweise Rekonstruktionen                                                                                        | Weitere Bilder                          |
|    | Gebr. Kreßmann-Str. 1 (Karte)  | Kirche, katholisch                      | Neogotischer Backsteinbau von 1910 mit Spenden der polnischen Schnitter, 1930–1945 kaum genutzt wegen fehlender katholischer Einwohner, nach 1945 besonders für Vertriebene Sudetendeutsche mit ca. 1000 Gemeindegliedern rekonstruiert                                                               | Kirche, katholisch                      |
|    | Kirchstraße 11 (Karte)         | Pfarrhaus mit Pfarrgarten und Hangmauer | 1-gesch. Fachwerkbau von 1734 in Kreuzform, Fundamente des Vorgängerbaus bei Rekonstruktion von 2001 entdeckt. | Pfarrhaus mit Pfarrgarten und Hangmauer |
|    | Kirchstraße 17 (Karte)         | Wohnhaus                                | 2-gesch. Ziegelbau von um 1890 des Bauunternehmers Peters, mit Tordurchfahrt und Hofgebäuden | Wohnhaus                                |
|    | Kirchstraße 18                 | Wohnhaus                                | Zusammenbau 19. Jhd. mit Armen- und Pfarrwitwenhaus, mehrmals baulich verändert, Pfarrwitwenteil mit schwarzer Küche (d. h. offener Rauchabzug über Herd), 2009 Abriss nach jahrelangem Leerstand und zunehmender Baufälligkeit.                                                                      | Wohnhaus                                |
|    | Kirchstraße 23                 | Wohnhaus                                | 2-gesch., verputzter Fachwerkbau vom 18. Jhd., keilförmiger Lückenbau. Genannt Haus Baumann. Abriss wegen Leerstand und Baufälligkeit 2006. Aus Denkmalliste 2008 gestrichen. | Wohnhaus                                |
|    | Pommersche Straße 1 (Karte)    | Wohnhaus und Nebengebäude               | 2-gesch. Putzbau von um 1890, Wohn- und Geschäftshaus des Viehhändlers und Schlachters Wilke, seit 1990 Leerstand um 2009, Teilabriss von Nebengebäuden (Stall, Schlachthaus). | Wohnhaus und Nebengebäude               |
|    | Pommersche Straße 27 (Karte)   | Rathaus                                 | 2-gesch. Putzbau von 1872, mehrmals verändert, 1993 umfassend saniert | Rathaus                                 |
|    | Pommersche Straße 48           | Wohnhaus                                | Nach 1990 abgerissen |                                         |
|    | Pommersche Straße 60 (Karte)   | Wohn- und Geschäftshaus                 | 2-gesch. Putzbau von vor 1900, linke Seite Gaststätte Parkquelle – ehemals Trapp, rechte Seite Textil-Laden Gebr. Peters, nach 1990 Fassade verändert, Umbau als Gemeinderaum der Neuapostolischen Kirche, seit 2011 Leerstand                                                                        | Wohn- und Geschäftshaus                 |
|    | Pommersche Straße 61 (Karte)   | Wohnhaus                                | 2-gesch. verputzter, unsanierter Fachwerkbau, 19. Jhd., Giebel noch original, ehem. Wohnhaus mit Pension des Nebenerwerbsbauern Rosengreen | Wohnhaus                                |
|    | Schulstraße 1 (Karte)          | alte Schule                             | 2-gesch., sanierter Fachwerkbau von 1832 mit Backsteinausmauerung, mehrmals baulich verändert und erweitert, 1932 als Schule geschlossen und zum Wohnhaus – überwiegend Armenhaus umgebaut, 1939–1945 verwendet als Kaserne für Zwangsarbeiter, danach wieder Wohnzwecke, 1978 saniert für Wohnungen. | alte Schule                             |
|    | Sternbergstraße 12 (Karte)     | Wohnhaus                                | 2-gesch. Putzbau, Kleinhandwerkerbude aus dem 19. Jhd., nach 1990 Leerstand, Abriss 2011, noch nicht aus der Liste gestrichen. | Wohnhaus                                |
|    | Sternbergstraße 21 (Karte)     | Wohnhaus                                | 2-gesch. Putzbau von um 1900, Handwerkerhaus, erstes Haus in Gützkow mit Balkon, Sanierung 2005 | Wohnhaus                                |

### Dargezin
| ID | Lage                      | Bezeichnung | Beschreibung                                             | Bild     |
| -- | ------------------------- | ----------- | -------------------------------------------------------- | -------- |
|    | Am Bahnhof 1 u. 2 (Karte) | Bahnhof     | 2-gesch. Ziegel- und Fachwerkbau von um 1897             | Bahnhof  |
|    | Dorfstraße 18 (Karte)     | Schule      | 2-gesch. Ziegelbau                                       | Schule   |
|    | Dorfstraße 19 (Karte)     | Wohnhaus    | 1-gesch. Feld- und Backsteinbau                          | Wohnhaus |
|    | Dorfstraße 20 (Karte)     | Wohnhaus    | 1-gesch. Feld- und Backsteinbau                          | Wohnhaus |
|    | Dorfstraße 21 (Karte)     | Wohnhaus    | 1-gesch. Feld- und Backsteinbau                          | Wohnhaus |
|    | Dorfstraße 22             | Wohnhaus    | Aus der Liste gestrichen, wegen ungenehmigter Änderungen | Wohnhaus |
|    | Dorfstraße                | Scheune     | Nur noch Feldsteingrundmauern vorhanden                  | Scheune  |

### Gützkower Fähre
| ID | Lage            | Bezeichnung | Beschreibung | Bild     |
| -- | --------------- | ----------- | --- | -------- |
|    | Fährdamm Haus 3 | Wohnhaus    | 2-gesch. sanierter Fachwerkbau von 1900 mit Zwerchgiebel, Haus des Sägewerkbesitzers Greuel, ab 1907 des Zimmermanns Schulz, nach 1945 richtet dessen Sohn eine Nutria-Zucht ein, nach 1990 Ferienhaus | Wohnhaus |

### Kölzin
| ID | Lage                   | Bezeichnung                                               | Beschreibung | Bild                                                      |
| -- | ---------------------- | --------------------------------------------------------- | --- | --------------------------------------------------------- |
|    | Hauptstraße 3 (Karte)  | Schnitterkaserne (Gaststätte – Wohnhaus)                  | 2-gesch. Ziegelbau, früher Schnitterkaserne, dann Gaststätte, später Wohnhaus.                                                                                           | Schnitterkaserne (Gaststätte – Wohnhaus)                  |
|    | Hauptstraße 16 (Karte) | Bauernhaus                                                | 1-gesch., unsanierter Fachwerkbau mit Krüppelwalm, vom Hof 5 aufgekauft, dann Mietwohnhaus                                                                               | Bauernhaus                                                |
|    | Hauptstraße 17 (Karte) | Bauernhof 5 – Ulrich, Bauernhaus mit Speicher und Ställen | Gut erhaltener Bauernhof mit 3-gesch. Speicher, Scheune, Stall, Wohnhaus usw.                                                                                            | Bauernhof 5 – Ulrich, Bauernhaus mit Speicher und Ställen |
|    | Dorfstraße (Karte)     | Kirche                                                    | Neogotische Feldsteinkirche mit Treppengiebel und Umfassungsmauer aus Feld- und Backstein vom 19. Jh.; polygonaler Chor; Innen: neuzeitl. Altar, Mehmel- Orgel von 1862. | Kirche                                                    |

### Lüssow
| ID | Lage                | Bezeichnung                 | Beschreibung | Bild                        |
| -- | ------------------- | --------------------------- | --- | --------------------------- |
|    | Park (Karte)        | Schloss mit Landschaftspark | 2- und 3-gesch., 11.achs. Putzbau von 1869 (Neorenaissance) mit östl. Treppenturm, 2 westl. Verandatürmchen, ab 1945 Flüchtlingswohnhaus, später Schule, Kindergarten und Dorfgemeinschaftshaus, ab 1990 Leerstand, ab 2013 Privatbesitz; Park rekonstruiert; Gut u. a. der Familie von Voß-Wolffradt. | Schloss mit Landschaftspark |
|    | Dorfzentrum (Karte) | Heilig-Kreuz-Kirche Lüssow  | Neogotischer Sakralbau von 1878 mit südlich vorgebautem Glockenturm und westlich angebauten Gruftraum der Gutsbesitzer. | Heilig-Kreuz-Kirche Lüssow  |

### Neuendorf
| ID | Lage                | Bezeichnung | Beschreibung | Bild     |
| -- | ------------------- | ----------- | --- | -------- |
|    | Dorfzentrum (Karte) | Gutshaus    | 1-gesch, 11-achs., sanierter Putzbau auf Feldsteinfundament vom 19. Jhd. mit Zwerchgiebel, Pächter- und Verwalterhaus des Dominalgutes; ab 1945 Wohnhaus, dann Dorfkonsum und Gemeindehaus, nach 1990 Bürohaus des Getränkehandels, Gauben nach 1990. | Gutshaus |

### Owstin
| ID | Lage                         | Bezeichnung          | Beschreibung | Bild                 |
| -- | ---------------------------- | -------------------- | --- | -------------------- |
|    | Dorfstraße 2 / 3 / 4 (Karte) | 3 Landarbeiterhäuser | | 3 Landarbeiterhäuser |
|    | Park (Karte)                 | Herrenhaus           | 1-gesch. unsanierter, maroder, verputzter Fachwerkhaus auf Feldsteinsockel vom 19. Jhd. mit westl. Veranda, Krüppelwalm und Notdach. | Herrenhaus           |

### Pentin
| ID | Lage                | Bezeichnung                                 | Beschreibung | Bild                                        |
| -- | ------------------- | ------------------------------------------- | --- | ------------------------------------------- |
|    | Friedhof Pentin     | Glockenstuhl                                | Glockenstuhl und Glocke von 1932 mit Kupferblechdach; gestiftet wegen des Todes seines Sohnes vom Gutsherrn Rittmeister Werner Lehmann. | Glockenstuhl                                |
|    | Dorfzentrum (Karte) | Gutsanlage mit Gutshaus, Speicher und Stall | 1-gesch., 9-achs., sanierter Putzbau von um 1850 mit Mansarddach und 2-gesch. Zwerchgiebel; Verwalter- bzw. Pächterhaus des Walzengutes, nach 1945 Waisen- bzw. Kinderheim, dann bis 2006 Haus für kranke Kinder, 2017 aus der Denkmalliste gestrichen. | Gutsanlage mit Gutshaus, Speicher und Stall |

### Schulzenhof
| ID | Lage                 | Bezeichnung | Beschreibung | Bild        |
| -- | -------------------- | ----------- | --- | ----------- |
|    | Pommersche Straße 66 | Post        | 1-gesch. Putzbau von 1913 mit 2 Zwerchgiebeln und Mansarddach; Obergeschoss: Wohnungen für Postangestellte, später Mietwohnungen; 1999 Postbetrieb eingestellt, danach Büros. | Post        |
|    | Teichstraße 1        | Schulzenhof | Historischer Hof seit ca. 1230, Hof des Lokators bei deutscher Ostexpansion. Gebäude erbaut um 1850 als Fachwerkgebäude mit Feldsteinfundamenten. Von 1648 bis 1913 schwedisches Tertialgut (Sonderrecht mit Steuerbefreiung). Wohn- und Schaffensort der plattdeutschen Dichterin Alwine Wuthenow. 1913 Übernahme durch Stadt – Eingemeindung. 1949 Verkauf an Privat | Schulzenhof |

### Wieck
| ID | Lage                        | Bezeichnung                                              | Beschreibung | Bild                                                     |
| -- | --------------------------- | -------------------------------------------------------- | --- | -------------------------------------------------------- |
|    | Greifswalder Straße 2       | Kleinbahnhof Gützkow-Wieck                               | Erbaut mit Kleinbahn GJK 1897 im damaligen Typenbaustil – Backstein mit teilweisem Fachwerk. Funktion bis 1945 – nach Abbau aller Eisenbahnanlagen als Reparation an Sowjetunion wurde der Bahnhof Wohnhaus. Um 2005 Verkauf an Bauunternehmer, er beginnt Rekonstruktion, dann Insolvenz – jetzt Bauruine mit Leerstand seit 3 – 4 Jahren. | Kleinbahnhof Gützkow-Wieck                               |
|    | Greifswalder und Parkstraße | Schloss, Gutsanlage, Park, Kapelle, Schafstall (Meierei) | Schloss erbaut 1793–1797, Putzbau Tudorstil. Haus der Freiherrn (Barone) von Lepel bis 1932 – Konkurs. Schloss wurde Schule bis 1972. 1955 und 1960 Beseitigung der Tudorstilelemente und Fassadengliederungen. 1972 Umbau als Klubhaus und Wohnheim des RWN. 1980–1986 teilweise denkmalpflegerische Rekonstruktion. 1990 Übernahme durch Stadt, seit 1991 Einrichtung als Schlossgymnasium. Teilweise denkmalwidrige Reparaturen. Kutscherhaus abgerissen, Gutsanlagenteil von 1880 bis 1890 überwiegend abgerissen, Gutsanlagenteil 1825–1850 noch erhalten aber wenig genutzt. Park ungepflegt. Kapelle (1859 – Richard Lucae) 1996–2001 hervorragend restauriert. Schafstall Meierei 1825 errichtet mit Einliegerwohnung. 1914 Schafzucht eingestellt. | Schloss, Gutsanlage, Park, Kapelle, Schafstall (Meierei) |

## Quelle
- Bericht über die Erstellung der Denkmallisten sowie über die Verwaltungspraxis bei der Benachrichtigung der Eigentümer und Gemeinden sowie über die Handhabung von Änderungswünschen (Stand: Juni 1997; PDF, 934 kB)
- Liste der Baudenkmale des Landkreises Ostvorpommern vom 10. Januar 2008
- Wolf-Dietrich Paulsen, Karl-Eberhard Wisselinck: Gützkow – 875 Jahre. MV-Verlag, Greifswald 2002
- Landesarchiv Greifswald – Gützkow – Rep 38b
- Wolf-Dietrich Paulsen: Chronik der Stadt Gützkow – Fortschreibung ab 1996 – 600 S. - Digitalisat im Museums-PC – Druckform von 1997 350 S. im Museum